# Maude Charron
Maude Garon Charron (Rimouski, 28 de abril de 1993) es una deportista canadiense que compite en halterofilia.
Participó en dos Juegos Olímpicos de Verano, obteniendo dos medallas, oro en Tokio 2020 (64 kg) y plata en París 2024 (59 kg). Ganó una medalla de bronce en el Campeonato Mundial de Halterofilia de 2022 y una medalla de plata en los Juegos Panamericanos de 2023.
Fue la abanderada de Canadá en la ceremonia de apertura de los Juegos Olímpicos de París 2024 junto con el atleta Andre De Grasse.

## Palmarés internacional
| Juegos Olímpicos     | Juegos Olímpicos  | Juegos Olímpicos  | Juegos Olímpicos |
| Año                  | Lugar             | Medalla           | Categoría        |
| -------------------- | ----------------- | ----------------- | ---------------- |
| 2020                 | Tokio (Japón)     | Medalla de oro    | 64 kg            |
| 2024                 | París (Francia)   | Medalla de plata  | 59 kg            |
| Campeonato Mundial   |                   |                   |                  |
| Año                  | Lugar             | Medalla           | Categoría        |
| 2022                 | Bogotá (Colombia) | Medalla de bronce | 59 kg            |
| Juegos Panamericanos |                   |                   |                  |
| Año                  | Lugar             | Medalla           | Categoría        |
| 2023                 | Santiago (Chile)  | Medalla de plata  | 59 kg            |